# 新井孝重
新井 孝重（あらい たかしげ、1950年1月1日 - ）は、日本の日本史学者、獨協大学教授。

## 略歴
埼玉県入間郡日高町（現：日高市）生まれ。
1973年早稲田大学第一文学部日本史学科卒業。1983年同大学院博士課程満期退学。
2001年「東大寺領黒田荘の研究」で博士（文学）。
獨協中学校・高等学校教諭、獨協大学経済学部助教授、教授（日本社会史）。

## 著書
- 『中世悪党の研究』（吉川弘文館、戊午叢書） 1990
- 『悪党の世紀』（吉川弘文館、歴史文化ライブラリー） 1997
- 『東大寺領黒田荘の研究』（校倉書房、歴史科学叢書） 2001
- 『黒田悪党たちの中世史』（日本放送出版協会、NHKブックス） 2005
- 『蒙古襲来』（吉川弘文館、戦争の日本史7） 2007
- 『楠木正成』（吉川弘文館） 2011
- 『日本中世合戦史の研究』（東京堂出版） 2014
- 『護良親王 武家よりも君の恨めしく渡らせ給ふ』（ミネルヴァ書房、ミネルヴァ日本評伝選） 2016
- 『中世日本を生きる 遍歴漂浪の人びと』（吉川弘文館） 2019

## 論文
- Cinii